# Borknagar
Borknagar är ett progressivt black metal-band från Norge, grundat 1995 av Øystein Garnes Brun, med influenser från både viking- och folk metal. Garnes Brun ville skapa en mer melodisk musik och ändra gränserna för "traditionell" black metal efter att ha blivit trött på den enkla brutaliteten i sitt tidigare band Molested.
Med sitt självbetitlade debutalbum började bandet som ett melodiskt viking/black metal-band, men från albumet The Olden Domain började en utveckling av en mer positiv inställning till viking metal-musiken då Vintersorg blev sångare i bandet.
Garnes Brun har sagt i intervjuer att bandnamnet inte har någon särskild betydelse, men är inspirerad av namnet på det skotska berget Lochnagar.

## Medlemmar
Nuvarande medlemmar
- Øystein Garnes Brun – gitarr (1995– )
- Simen "ICS Vortex" Hestnæs – sång, basgitarr (1997–2000, 2010– )
- Lars "Lazare" Nedland – keyboards, bakgrundssång (1999– )
- Bjørn Dugstad Rønnow – trummor (2018– )
- Jostein Thomassen – gitarr (2019– )

Tidigare medlemmar
- Kristoffer "Garm" Rygg – sång (1995–1997)
- Ivar Bjørnson – keyboard (1995–1998)
- Roger "Infernus" Tiegs – basgitarr (1995–1996)
- Erik "Grim" Brødreskift – trummor (1995–1998; död 1999)
- Kai Lie – basgitarr (1996–1998)
- Jens F. Ryland – gitarr (1997–2003, 2007–2018)
- Asgeir Mickelson – trummor (1999–2008)
- Andreas "Vintersorg" Hedlund – sång (2000–2019)
- Erik "Tyr" Tiwaz – basgitarr (2000–2003, 2006–2010)
- David Kinkade – trummor (2008–2011)
- Baard Kolstad – trummor (2012–2018)

Turnerande medlemmar
- Justin Greaves – trummor (1998–1999)
- Nicholas Barker – trummor (1998–1999)
- Athera (Pål Mathiesen) – sång (2013, 2014– )

## Diskografi
Studioalbum
- Borknagar (1996)
- The Olden Domain (1997)
- The Archaic Course (1998)
- Quintessence (2000)
- Empiricism (2001)
- Epic (2004)
- Origin (2006)
- Universal (2009)
- Urd (2012)
- Winter Thrice (2016)
- True North (2019)

Singlar
- "Up North" (2019)

Samlingsalbum
- For the Elements (1996 - 2006) (2008)

Annat
- Borknagar / Novembre (delad promo-EP: Borknagar / Novembre, 2001)